# Horvátlövő
Horvátlövő (deutsch Kroatisch Schützen, kroatisch Hrvatske Šice) ist eine ungarische Gemeinde im Kreis Szombathely im Komitat Vas. Sie liegt unmittelbar an der Grenze zu Österreich nordöstlich der österreichischen Ortschaft Deutsch Schützen, Gemeinde Deutsch Schützen-Eisenberg.

## Sehenswürdigkeiten
- Römisch-katholische Kirche St. Anna (Szent Anna), erbaut 1768 (Barock), später umgebaut und erweitert

## Verkehr
Durch Horvátlövő verläuft die Landstraße Nr. 8714. Der nächstgelegene Bahnhof befindet sich in Szombathely.

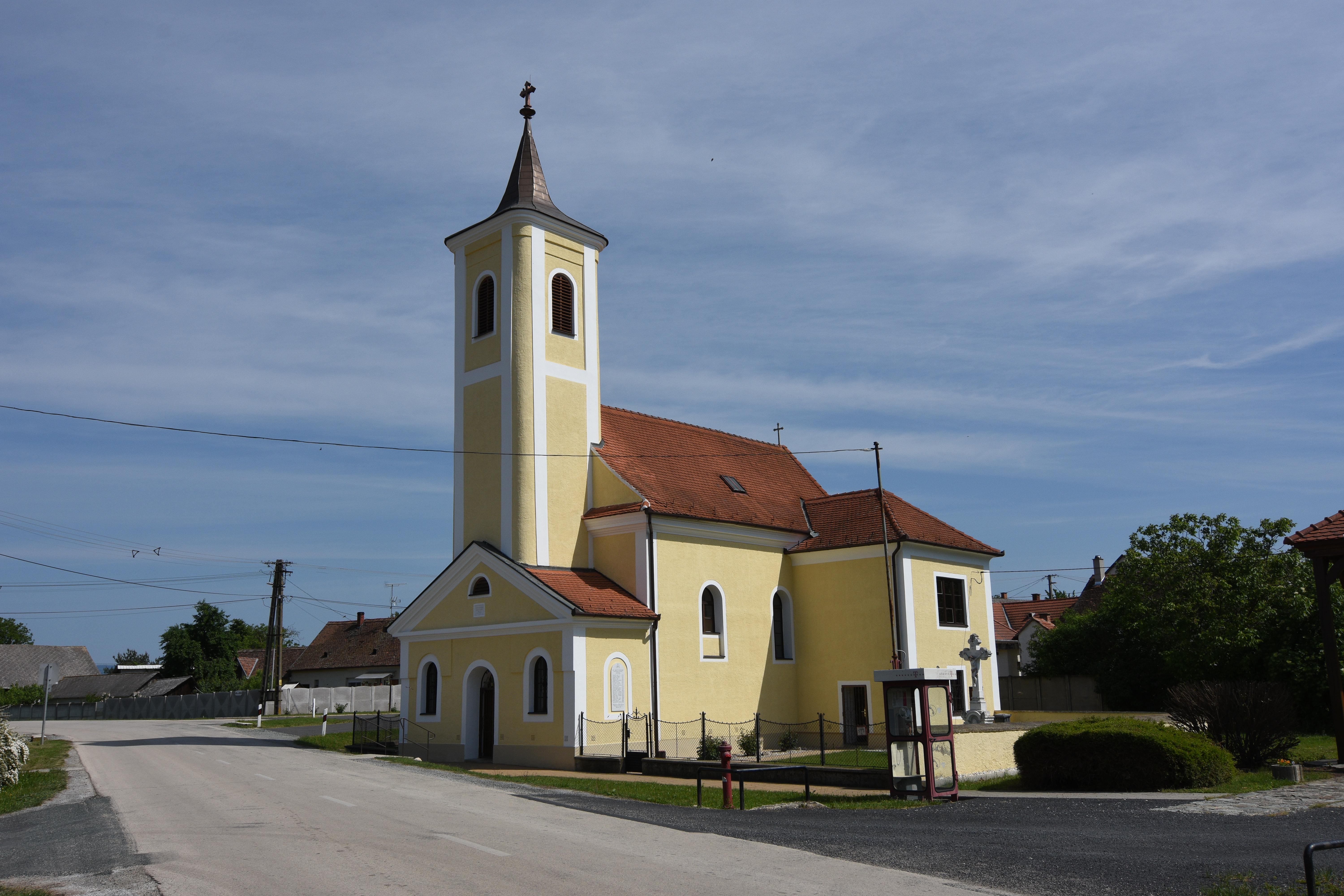
Römisch-katholische Kirche St. Anna (Szent Anna) in Horvátlövő
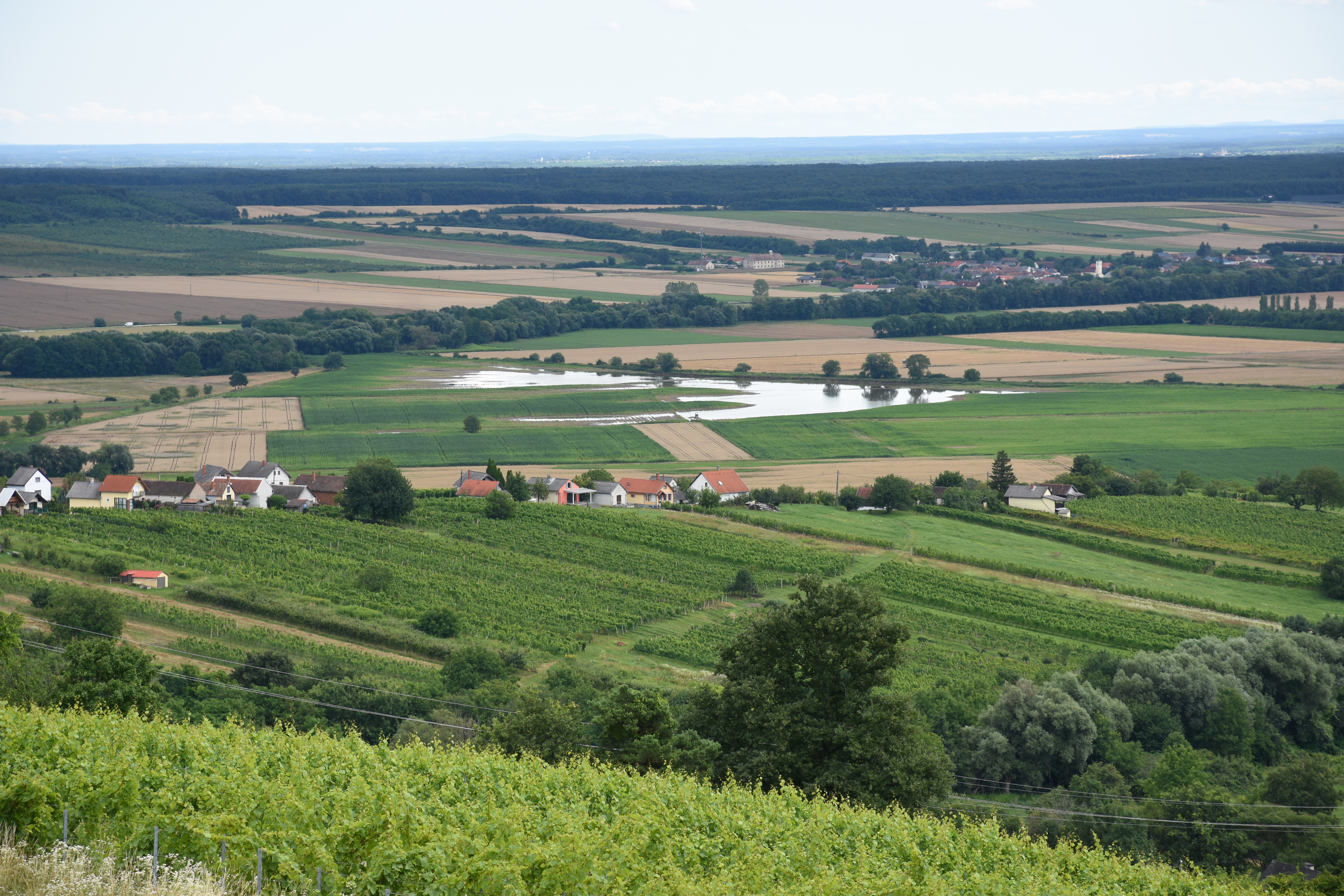
Blick auf Horvátlövő
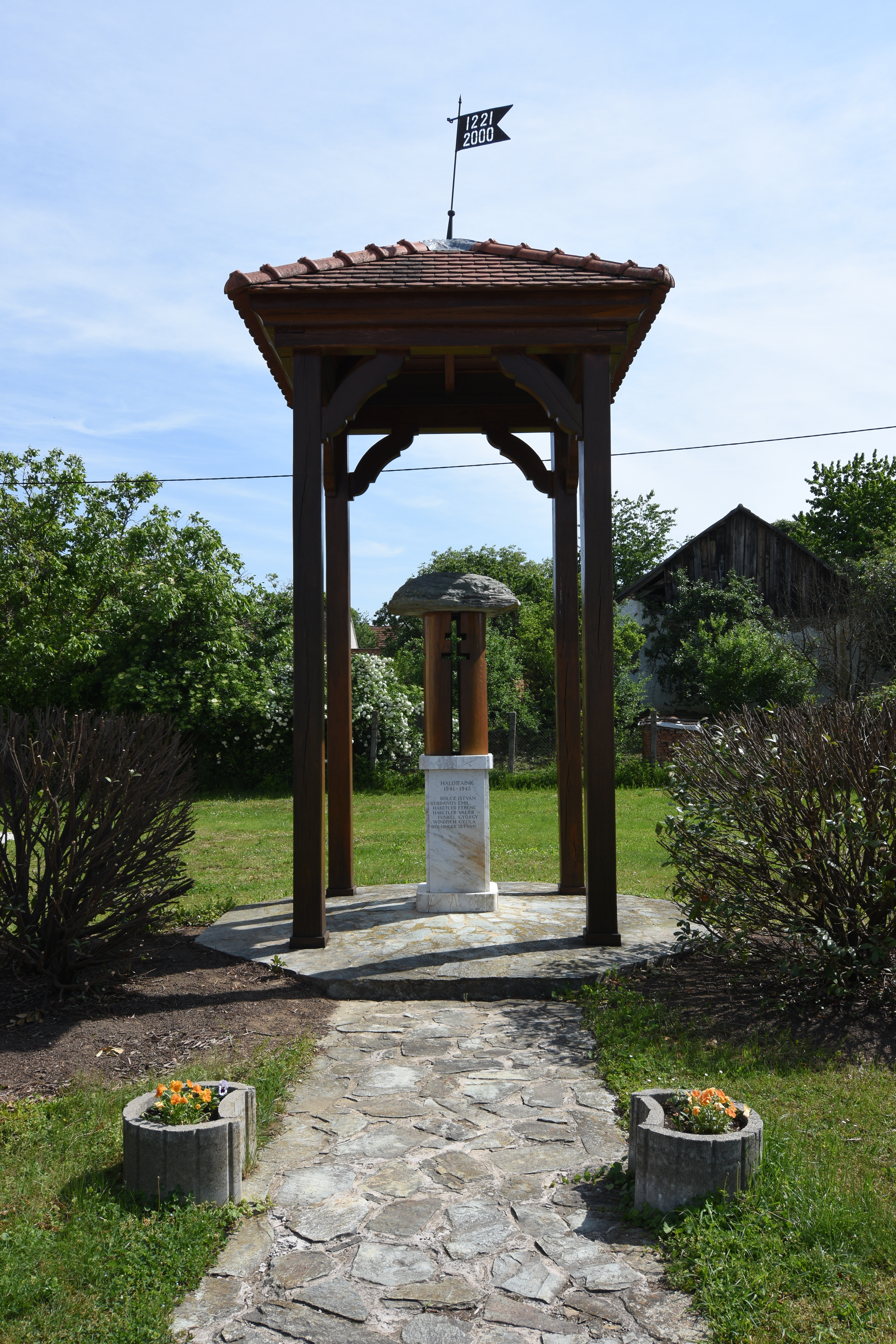
Kriegerdenkmal Horvátlövő